# Pocoltón
Pocoltón är en ort i Mexiko.   Den ligger i kommunen Larráinzar och delstaten Chiapas, i den sydöstra delen av landet, 700 km öster om huvudstaden Mexico City. Pocoltón ligger 1 804 meter över havet och antalet invånare är 244.
Terrängen runt Pocoltón är huvudsakligen kuperad, men norrut är den bergig. Runt Pocoltón är det ganska tätbefolkat, med 166 invånare per kvadratkilometer. Närmaste större samhälle är San Cristóbal de las Casas, 17,6 km söder om Pocoltón. Omgivningarna runt Pocoltón är en mosaik av jordbruksmark och naturlig växtlighet.